# Björnsnäs
Björnsnäs är en herrgård invid Bråvikens innersta del i Åby i Kvillinge socken i Östergötland.
Godset tillhörde på 1600-talet släkten Crusebjörn, reducerades 1683 och har senare ägts av bland annat släkterna Reenstierna, Staël von Holstein, von Friesendorff och Trozelli.
Herrgården uppfördes 1848 i byggnadsstilen senempire. 1898 moderniserades byggnaden under ledning av Isak Gustaf Clason. 
1920 omfattade herrgården 7 ½ mantal, med en areal av 743 hektar, varav 222 hektar åker; taxeringsvärde 384 800 kr.